# The Weepies
The Weepies sono stati un duo indie pop canadese composto dai cantautori Steve Tannen and Deb Talan. La loro musica è stata descritta come “folk-pop sottilmente inebriante”.

## Storia del gruppo

### Formazione (2001-2005)
Nel 2001, Talan e Tannen erano individualmente attivi come cantautori e reciproci fan. Tannen suonò molte volte l'album di Talan, che a sua volta, era affascinato da Tannen avendo formato una sorta di "relazione" con la musica di Tannen.
Dopo essersi finalmente incontrati in uno degli spettacoli di Tannen, al Club Passim di Cambridge, nel Massachusetts, scoprirono rapidamente un profondo legame musicale e iniziarono a suonare insieme.
Il primo album, Happiness, è uscito il 29 novembre 2003 e, sebbene non firmati da un'etichetta, ha venduto oltre 10 000 copie.

### Nettwerk (2005-2011)
Nel 2005 hanno registrato un secondo album, Say I Am You, nella camera da letto della loro casa a Pasadena, in California.
Nel maggio 2005, dopo uno show a New York, furono contattati dalla Nettwerk e firmati dall'etichetta.
L'album è stato distribuito digitalmente nel dicembre dello stesso anno e fisicamente il 7 marzo 2006.
Nel febbraio 2006, l'album ha toccato il primo posto nella lista di iTunes degli album folk più scaricati in otto paesi e con il singolo "World Spins Madly On" in cima alla lista delle canzoni popolari più scaricate negli Stati Uniti d'America.
Il Gary Lightbody di Snow Patrol ha nominato l'album per il Shortlist Music Prize, assegnato al miglior album dell'anno uscito negli Stati Uniti vendendo meno di 500 000 copie.
Il duo, nel 2006, fece un tour di 180 spettacoli in Europa, suonando persino ad Oxegen, T in the Park, e all'Hurricane Festival.
Nel 2007, collaborarono con Mandy Moore, suonando e scrivendo il suo nuovo album, Wild Hope.
Il duo registrò il loro terzo album, Hideaway, in una piccola casa in affitto a Topanga, in California. Fu pubblicato nell'aprile del 2008, vendendo 14 000 copie nella sua prima settimana facendo il loro primo ingresso nella Billboard Top 200, posizionandosi al trentunesimo posto.
Il quarto album, Be My Thrill, è stato pubblicato nell'agosto del 2010 con la partecipazione di Colbie Caillat nel brano I Was Made for Sunny Days. L'album entrò nella Billboard Top 200 piazzandosi al terzo posto degli album Folk per nove settimane.
Il successivo tour del duo ebbe 26 spettacoli con il tutto esaurito negli Stati Uniti.

### Post-Nettwerk (2011-2022)
Dopo tre record con la Nettwerk, la band ha lasciato l'etichetta in buone condizioni nel 2011. Secondo i loro account Twitter e Facebook, hanno registrato indipendentemente e si sono attrezzati per ulteriori tour.
Il 16 dicembre 2013 è stato annunciato sulla pagina Facebook della band che a Deb Talan era stato diagnosticato un cancro al seno al terzo stadio. Dopo che Talan si è sottoposta a chemioterapia e a un intervento chirurgico, il 10 giugno 2014 la pagina Facebook della band ha annunciato che la ragazza era in remissione. Il gruppo ha poi annunciato un nuovo album intitolato Sirens, pubblicato nell'aprile del 2015. Nel febbraio 2015 hanno pubblicato la canzone "Sirens". L'album completo è stato pubblicato ufficialmente il 28 aprile 2015.
Dopo aver ufficializzato il loro divorzio il giorno di Capodanno del 2020, Talan e Tannen hanno tenuto i loro ultimi concerti insieme nel gennaio del 2022.

## Formazione
- Deb Talan – chitarra, voce
- Steve Tannen – chitarra, voce

## Discografia

### Album in studio
- 2003 – Happiness
- 2006 – Say I Am You
- 2008 – Hideaway
- 2010 – Be My Thrill
- 2015 – Sirens

### EP
- 2006 – Live Session EP (solo su iTunes)

## Tournée
- 2006 – Say I Am You Tour
- 2010 – Be My Thrill Tour
- 2011 – An Acoustic Evening with the Weepies Tour
- 2015 – Sirens
- 2016-2017 – The Weepies: Completely Acoustic and Alone

## Curiosità
La band è stata protagonista durante un episodio di Dirty Sexy Money con una performance sullo schermo.
Le canzoni del duo sono apparse in alcuni film come Sex and the City, Morning Glory e Adam e Prom e in molte serie televisive come ad esempio Gray's Anatomy, oltre ad essere apparse in alcune campagne pubblicitarie, per Old Navy e JC Penney, e aver preso parte allo spot pubblicitario per la campagna presidenziale del 2008 di Barack Obama.